# فالنتينو كاستيلاني
فالنتينو كاستيلاني (من مواليد 19 مارس 1940) كان عمدة تورينو المستقل بإيطاليا في الفترة من 24 يونيو 1993 إلى 1 يونيو 2001.
وهو أيضًا أستاذ جامعي بارز وخريج من جامعة البوليتكنيك في تورين، حيث حصل على درجة الماجستير في الهندسة الإلكترونية في عام 1963. وبعد ثلاث سنوات في عام 1966 حصل على درجة الماجستير في الهندسة الكهربائية من معهد ماساتشوستس للتكنولوجيا في بوسطن. وهو مؤلف لما يقرب من 70 منشورًا علميًا، يتناول بعضها نظرية الإرسال والتشفير المطبقة على الأقمار الصناعية والاتصالات المتنقلة. من 1999 إلى 2006 كان رئيسًا للجنة المنظمة في تورين وهي اللجنة المنظمة لدورة الألعاب الأولمبية الشتوية لعام 2006 في تورين.
يعيش في تورينو منذ أكثر من أربعين عامًا، وهو متزوج ولديه ثلاثة أطفال.